# 까치 소리 (영화)
《까치 소리》는 한국에서 제작된 김수용 감독의 1967년 드라마 영화이다. 윤정희 등이 주연으로 출연하였고 김태수 등이 제작에 참여하였다.

## 출연

### 주연
- 윤정희
- 강신성일

### 조연
- 고은아
- 이대엽
- 남정임
- 윤양하
- 한은진

## 기타
- 원작자: 김동리
- 조명: 손영철
- 미술: 이봉선